# Минус Иван
«МИНУС ИВАН» — один из многочисленных музыкальных проектов Сергея Летова. Музыка проекта представляет собой синтез стилей ambient, acid jazz и джазовой импровизации. Проект посвящён памяти московского композитора Ивана Соколовского (1962—2005) — музыканта-электронщика, философа, одного из пионеров электронной музыки в России, интересовавшегося различными музыкальными направлениями, от этнической музыки и академического авангарда до нового джаза, техно, транса и эмбиента.

## История
На разных выступлениях состав выступающих бывает разным. Постоянными фигурами являются Сергей Летов и музыка Ивана Соколовского. В июне 2006 года состоялось выступление проекта «МИНУС ИВАН» на фестивале «Пустые Холмы 2006» в составе — Сергей Летов (саксофоны, флейты), Олег Сакмаров (флейты), Ася Белая и Аня Жаворонкова (танцы, перформанс).
В апреле 2005 года, незадолго до смерти Ивана, состоялось единственное выступление трио И. Соколовский — С. Летов — А. ФриМэн на фестивале памяти Сергея Курехина SKIF в Петербурге. В выступлениях проекта «МИНУС ИВАН» звучит музыка Ивана Соколовского (Ambient, Acid Jazz).
Сергей Летов и Иван Соколовский сотрудничали более 20 лет и записали вместе несколько пластинок. Среди них последняя — концертный альбом «Simulated Prison», записанный 7 ноября 2002 года в культурном центре Ротонда, г. Москва. Альбом был издан Сергеем Летовым небольшим тиражом в 500 экземпляров. Поскольку альбом можно приобрести либо через Интернет, либо на концертах Сергея Летова, многие люди даже и не знают о его существовании. Тем не менее, альбом «Simulated Prison» и вообще идея такого сочетания электронной музыки с джазовыми импровизациями, которое происходит на концертах «МИНУС ИВАН», заслуживает большого внимания среди многих любителей как классической, так и авангардной музыки.